# Portugiesische Männer-Handballnationalmannschaft
Die portugiesische Männer-Handballnationalmannschaft vertritt Portugal bei internationalen Turnieren im Männerhandball.

## Verband
Die Nationalmannschaft wird von der Federação de Andebol de Portugal (FAP) aufgestellt.

## Teilnahme an Meisterschaften

### Weltmeisterschaften
Die Mannschaft nahm bisher sechsmal an Weltmeisterschaften teil, die beste Platzierung erreichte sie mit dem 4. Platz bei der WM 2025. Dabei besiegte sie im Viertelfinale die deutsche Mannschaft mit 31:30 nach Verlängerung. Nach einer Niederlage im Halbfinale gegen den späteren Weltmeister Dänemark unterlag die Mannschaft im Spiel um Bronze den Franzosen mit 34:35.
- Weltmeisterschaft 1997: 19. Platz

Trainer:  Oleksandr Donner; Kader: Paulo Morgado, Miguel Fernandes, Pedro Gama, Paulo Faria, Viktor Tchikoulaev, Ricardo Costa, Ricardo Andorinho, Rui Rocha, Rui Almeida, Carlos Galambas, Armando Pires, Eduardo Ferreira, Carlos Resende, Filipe Cruz, Eduardo Filipe Coelho, Wladimir Bolotski
- Weltmeisterschaft 2001: 16. Platz

Trainer:  Javier García Cuesta; Kader: Sérgio Morgado, Paulo Morgado, Carlos Ferreira, Viktor Tchikoulaev, Ricardo Andorinho, Ricardo Costa, Rui Rocha, Rui Almeida, Carlos Galambas, Mário Costa, Carlos Resende, Filipe Cruz, Eduardo Filipe Coelho, Luís Gomes
- Weltmeisterschaft 2003: 12. Platz

Trainer:  Javier García Cuesta; Kader: Carlos Ferreira, Sérgio Morgado, Luís Gomes, Viktor Tchikoulaev, Álvaro Martins, Ricardo Costa, David Tavares, Rui Rocha, Carlos Galambas, Mário Costa, Rui Silva, Carlos Resende, Filipe Cruz, Eduardo Filipe Coelho, João Lopes
- Weltmeisterschaft 2021: 10. Platz

Trainer: Paulo Pereira; Kader: Alfredo Quintana Bravo, Humberto Gomes, Miguel Martins, Rui Silva, Pedro Portela, Diogo Branquinho, António Areia, Leonel Fernandes, Victor Iturriza, Daymaro Salina, Alexis Borges, Luís Frade, Gilberto Duarte, João Ferraz, Bélone Moreira, Alexandre Cavalcanti, André Gomes, Diogo Silva, Fábio Magalhães
- Weltmeisterschaft 2023: 13. Platz (von 32 Mannschaften)

Trainer: Paulo Pereira; Kader: Miguel Espinha Ferreira (6 Spiele/1 Tor), Manuel Gaspar (6/1), Martim Costa (6/2), Alexis Borges (6/5), Diogo Branquinho (6/5), Alexandre Cavalcanti (6/6), Miguel Martins (6/8), Fábio Magalhães (6/8), Luís Frade (6/11), Victor Iturriza (6/14), Leonel Fernandes (6/16), Francisco Costa (6/17), Pedro Portela (6/18), André Gomes (6/19), Rui Silva (6/20), António Areia (6/27).
- Weltmeisterschaft 2025: 04. Platz (von 32 Mannschaften)

→ WM-Kader 2025

### Europameisterschaften
Den größten Erfolg bei Europameisterschaften erreichte man mit dem 6. Rang im Jahre 2020. Dort überraschte Portugal mit einem Vorrundensieg gegen Frankreich, das daraufhin ausschied, und belegte nach einer Niederlage gegen Norwegen den zweiten Gruppenplatz. In der Hauptrunde gab es einen 10-Tore-Sieg gegen Schweden und einen Acht-Tore-Erfolg gegen Ungarn sowie Niederlagen gegen Slowenien und Island. Im Spiel um Platz 5 unterlag man Deutschland mit 27:29, errang aber einen Startplatz für das Qualifikationsturnier für die Olympischen Spiele in Tokio.
- Europameisterschaft 1994: 12. Platz

Trainer:  Mircea Costache II; Kader: Sérgio Morgado (4 Spiele/0 Tore), Nuno Rêgo (2/0), Miguel Fernandes (6/0), Pedro Gama (3/7), Paulo Faria (6/10), Miguel Eiras (3/1), Alberto Oliveira (6/18), Rui Rocha (6/6), Rui Almeida (6/10), Ricardo Tavares (2/0), Armando Pires (6/14), Carlos Galambas (4/1), Carlos Resende (6/34), Filipe Cruz (6/13), Eduardo Filipe Coelho (3/2), Luís Gomes (3/1)
- Europameisterschaft 2000: 07. Platz

Trainer:  Javier García Cuesta; Kader: Sérgio Morgado (6 Spiele/0 Tore), Paulo Morgado (6/0), Hugo Figueira (ohne Einsatz), Carlos Matos (1/0), Viktor Tchikoulaev (6/17), Ricardo Andorinho (2/2), Ricardo Costa (4/6), Rui Rocha (6/24), Rui Almeida (6/3), Carlos Galambas (6/14), Mário Costa (6/5), Carlos Resende (6/38), Filipe Cruz (6/22), Eduardo Filipe Coelho (6/22), Inácio Carmo (2/0), Álvaro Rodrigues (3/0)
- Europameisterschaft 2002: 09. Platz

Trainer:  Javier García Cuesta; Kader: Carlos Ferreira (7 Spiele/0 Tore), Sérgio Morgado (7/0), Carlos Matos (7/6), José Coine (5/0), Ricardo Andorinho (7/25), Ricardo Costa (6/27), David Tavares (2/6), Rui Rocha (3/7), Carlos Galambas (7/15), Mário Costa (7/0), Rui Silva (7/15), Carlos Resende (7/19), Filipe Cruz (5/9), Eduardo Filipe Coelho (7/31), Luís Gomes (7/13), João Lopes (7/0)
- Europameisterschaft 2004: 14. Platz

Trainer:  Javier García Cuesta; Kader: Carlos Ferreira (3 Spiele/0 Tore), Ricardo Candeias (1/0), Humberto Gomes (2/0), Luís Gomes (1/1), Carlos Matos (3/2), Dario Andrade (2/0), Ricardo Costa (3/12), David Tavares (3/7), Rui Rocha (3/12), Carlos Galambas (3/3), José Ricardo Costa (3/11), Carlos Resende (3/17), João Gustavo Pinto (3/2), Eduardo Filipe Coelho (3/17), João Lopes (3/0), Inácio Carmo (3/7)
- Europameisterschaft 2006: 15. Platz

Trainer:  Mats Olsson; Kader: Hugo Figueira (3 Spiele/0 Tore), Miguel Fernandes (3/0), Pedro Gama (3/2), Carlos Carneiro (3/11), Ricardo Andorinho (3/5), Ricardo Costa (3/14), David Tavares (3/8), Ricardo Dias (2/7), Carlos Galambas (1/0), Manuel Arezes (3/0), Rui Silva (3/6), Luís Bogas (1/0), Eduardo Filipe Coelho (3/10), Álvaro Rodrigues (2/3), Luís Gomes (3/9), Inácio Carmo (3/5)
- Europameisterschaft 2020: 06. Platz

Trainer: Paulo Pereira; Kader: Alfredo Quintana Bravo (8 Spiele/1 Tor), Humberto Gomes (7/0), Gustavo Capdeville (1/0), Miguel Martins (8/19), Rui Silva (8/15), Pedro Portela (8/20), Diogo Branquinho (8/22), António Areia (8/26), Fábio Vidrago (7/3), Daymaro Salina (8/18), Tiago Rocha (4/2), Alexis Borges (8/18), Luís Frade (8/12), João Ferraz (8/20), Bélone Moreira (7/13), Alexandre Cavalcanti (8/11), André Gomes (6/13), Fábio Magalhães (8/15)
- Europameisterschaft 2022: 19. Platz (von 24 Teams)

Trainer: Paulo Pereira; Kader: Manuel Gaspar (3 Spiele/0 Tore), Gustavo Capdeville (3/0), Miguel Martins (3/9), Rui Silva (3/14), Diogo Branquinho (3/3), António Areia (3/14), Miguel Alves (3/2), Leonel Fernandes (3/8), Victor Iturriza (3/14), Daymaro Salina (3/9), Tiago Rocha (3/0), Gilberto Duarte (3/4), Ángel Hernández Zulueta (3/0), Alexandre Cavalcanti (3/2), Salvador Salvador (3/2), Fábio Magalhães (3/4)
- Europameisterschaft 2024: 7. Platz (von 24 Teams)
- Europameisterschaft 2026: qualifiziert

### Olympische Spiele
Beim Qualifikationsturnier im französischen Montpellier im März 2021 besiegte die Auswahl zunächst Tunesien mit 34:27, verlor das zweite Spiel gegen Kroatien mit 24:25 und gewann das abschließende Duell mit Gastgeber Frankreich in letzter Sekunde mit 29:28, um sich dank des besseren Torverhältnisses gegenüber den Kroaten erstmals für die Olympischen Spiele zu qualifizieren. In Tokio konnte das Team in der Vorrunde von fünf Spielen nur eins gewinnen und schied damit aus dem Turnier aus.
- Olympische Spiele 2020: 9. Platz (von 12)

Trainer: Paulo Pereira; Kader: Humberto Gomes (5 Spiele/0 Tore), Gustavo Capdeville (5/0), Miguel Martins (5/11), Rui Silva (5/15), Pedro Portela (4/15), Diogo Branquinho (5/12), António Areia (5/13), Victor Iturriza (3/4), Daymaro Salina (5/8), Alexis Borges (5/14), Luís Frade (5/10), Gilberto Duarte (3/2), João Ferraz (5/17), André Gomes (5/16), Fábio Magalhães (5/6)

## Aktueller Kader
| Nr. | Spieler                 | Geburtstag | Alter | Position        | Größe  | Gewicht | Verein                              | Lsp. | Tore |
| --- | ----------------------- | ---------- | ----- | --------------- | ------ | ------- | ----------------------------------- | ---- | ---- |
| 25  | António Areia           | 21.06.1990 | 33    | Rechtsaußen     | 1,89 m | 91 kg   | FC Porto                            | 83   | 257  |
| 86  | Ricardo Brandão         | 28.04.2004 | 19    | Kreisläufer     | 1,99 m | 108 kg  | Club Balonman Cangas                | 5    | 8    |
| 23  | Diogo Branquinho        | 25.07.1994 | 29    | Linksaußen      | 1,85 m | 94 kg   | FC Porto                            | 87   | 191  |
| 41  | Gustavo Capdeville      | 31.08.1997 | 26    | Torhüter        | 1,90 m | 90 kg   | Sport Lisboa e Benfica              | 40   | 0    |
| 24  | Alexandre Cavalcanti    | 27.12.1996 | 27    | Rückraum links  | 2,01 m | 105 kg  | HBC Nantes                          | 71   | 90   |
| 79  | Martim Costa            | 27.09.2002 | 21    | Rückraum Mitte  | 1,88 m | 90 kg   | Sporting Clube de Portugal          | 14   | 30   |
| 26  | Francisco Costa         | 16.02.2005 | 18    | Rückraum rechts | 1,89 m | 87 kg   | Sporting Clube de Portugal          | 16   | 53   |
| 5   | Gilberto Duarte         | 06.07.1990 | 33    | Rückraum links  | 1,97 m | 100 kg  | Pays d’Aix UC                       | 114  | 306  |
| 35  | Miguel Espinha Ferreira | 20.07.1993 | 30    | Torhüter        | 1,90 m | 96 kg   | BM Ciudad Encantada                 | 16   | 3    |
| 21  | Leonel Fernandes        | 12.03.1998 | 25    | Linksaußen      | 1,91 m | 85 kg   | FC Porto                            | 36   | 71   |
| 82  | Luís Frade              | 11.09.1998 | 25    | Kreisläufer     | 1,93 m | 121 kg  | FC Barcelona                        | 56   | 91   |
| 12  | Manuel Gaspar           | 09.12.1998 | 25    | Torhüter        | 1,93 m | 103 kg  | Dijon Métropole Handball            | 29   | 1    |
| 27  | André Gomes             | 27.07.1998 | 25    | Rückraum links  | 1,92 m | 99 kg   | Al Safa                             | 59   | 151  |
| 66  | João Gomes              | 06.09.2002 | 21    | Rückraum rechts | 1,78 m | 81 kg   | Sporting Clube de Portugal          | 0    | 0    |
| 88  | Fábio Magalhães         | 12.03.1988 | 35    | Rückraum links  | 1,94 m | 97 kg   | FC Porto                            | 181  | 349  |
| 10  | Miguel Martins          | 04.11.1997 | 26    | Rückraum Mitte  | 1,93 m | 95 kg   | OTP Bank-Pick Szeged                | 92   | 208  |
| 18  | Jenilson Monteiro       | 05.01.1998 | 26    | Rechtsaußen     | 1,83 m | 70 kg   | Club Balonman Cangas                | 4    | 2    |
| 55  | Joaquim Nazaré          | 25.07.2001 | 22    | Rückraum rechts | 1,84 m | 93 kg   | Skjern Håndbold                     | 2    | 3    |
| 38  | Miguel Oliveira         | 13.01.2004 | 19    | Rückraum links  | 1,96 m | 92 kg   | Ademar León                         | 0    | 0    |
| 51  | Pedro Oliveira          | 04.07.2002 | 21    | Linksaußen      | 1,88 m | 83 kg   | FC Porto                            | 7    | 16   |
| 77  | Miguel Pinto            | 26.04.1999 | 24    | Rechtsaußen     | 1,94 m | 92 kg   | Associação Atlética de Águas Santas | 2    | 11   |
| 4   | Pedro Portela           | 06.01.1990 | 34    | Rechtsaußen     | 1,84 m | 92 kg   | Sporting Clube de Portugal          | 130  | 432  |
| 92  | Nuno Queirós            | 21.04.2003 | 20    | Kreisläufer     | 1,90 m | 111 kg  | Associação Atlética de Águas Santas | 2    | 3    |
| 16  | Diogo Rêma Marques      | 17.03.2004 | 19    | Torhüter        | 1,89 m | 91 kg   | FC Porto                            | 4    | 0    |
| 15  | Daymaro Salina          | 01.09.1987 | 36    | Kreisläufer     | 2,00 m | 119 kg  | FC Porto                            | 73   | 139  |
| 31  | Salvador Salvador       | 29.07.2001 | 22    | Rückraum links  | 1,98 m | 110 kg  | Sporting Clube de Portugal          | 13   | 24   |
| 14  | Rui Silva               | 28.04.1993 | 30    | Rückraum Mitte  | 1,85 m | 88 kg   | FC Porto                            | 126  | 224  |
| 33  | Diogo Silva             | 02.07.1998 | 25    | Rückraum rechts | 1,98 m | 99 kg   | Pays d’Aix UC                       | 18   | 16   |
| 30  | Fábio Silva             | 20.01.2001 | 22    | Kreisläufer     | 1,91 m | 100 kg  | AA Avanca                           | 0    | 0    |
| 65  | André Sousa             | 03.03.2002 | 21    | Rückraum Mitte  | 1,86 m | 91 kg   | FC Porto                            | 5    | 9    |
| 44  | Francisco Tavares       | 14.11.1996 | 27    | Rechtsaußen     | 1,80 m | 80 kg   | US Ivry HB                          | 5    | 15   |
| 43  | Fábio Teixeira          | 02.02.2000 | 23    | Linksaußen      | 1,86 m | 86 kg   | Associação Atlética de Águas Santas | 2    | 11   |
| 99  | Diogo Valério           | 10.02.1999 | 24    | Torhüter        | 1,94 m | 88 kg   | Madeira Andebol SAD                 | 5    | 0    |
| 7   | Gabriel Viana           | 26.07.2002 | 21    | Linksaußen      | 1,90 m | 85 kg   | TuS Ferndorf                        | 0    | 0    |
| 34  | Goncalo Vieira          | 27.04.1999 | 24    | Rückraum Mitte  | 1,90 m | 95 kg   | Fenix Toulouse Handball             | 3    | 9    |

## Trainer
Von 1988 bis 1995 war Mircea Costache II Trainer der portugiesischen Mannschaft. Oleksandr Donner trainierte das Team in den Jahren 1995 bis 1999. Von 1999 bis 2005 war Javier García Cuesta Trainer der Mannschaft. Das Team wurde von 2005 bis 2012 von Mats Olsson trainiert, der schon ab 2001 als Co-Trainer aktiv gewesen war. Auf den Schweden folgte Rolando Freitas. Von 2016 bis 2018 war Paulo Pereira Trainer, Ricardo Nuno Carvalho Santos hatte das Amt im Jahr 2018 inne, bevor im Jahr 2019 erneut Paulo Pereira das Training der Nationalmannschaft übernahm.

## Spielerrekorde
Aktive Spieler sind grün hinterlegt. Stand: 12. Februar 2025.

### Rekordspieler
| Rang | Spieler                  | Spiele | Tore |
| ---- | ------------------------ | ------ | ---- |
| 1.   | Carlos Resende           | 250    | 1444 |
| 2.   | Eduardo Filipe Coelho    | 202    | 1005 |
| 3.   | Fábio Magalhães          | 194    | 363  |
| 4.   | Carlos Galambas          | 186    | 273  |
| 5.   | Luís Gomes               | 167    | 306  |
| 6.   | Pedro Portela            | 158    | 521  |
| 7.   | Filipe Cruz              | 150    | 472  |
| 7.   | Rui Silva                | 150    | 272  |
| 9.   | David Tavares            | 149    | 470  |
| 10.  | Ricardo Martins da Costa | 147    | 399  |

### Rekordtorschützen
| Rang | Spieler                  | Tore | Spiele |
| ---- | ------------------------ | ---- | ------ |
| 1.   | Carlos Resende           | 1444 | 250    |
| 2.   | Eduardo Filipe Coelho    | 1005 | 202    |
| 3.   | Pedro Portela            | 521  | 158    |
| 4.   | Filipe Cruz              | 472  | 150    |
| 5.   | David Tavares            | 470  | 149    |
| 6.   | Ricardo Martins da Costa | 399  | 147    |
| 7.   | Fábio Magalhães          | 363  | 194    |
| 8.   | Tiago Rocha              | 355  | 143    |
| 9.   | Pedro Solha              | 343  | 110    |
| 10.  | António Areia            | 334  | 112    |

## Weitere bekannte Nationalspieler
siehe Kategorie:Handballnationalspieler (Portugal)